# Luigi Mazzini
Pour les articles homonymes, voir Mazzini.
Luigi Mazzini (Mortara, 13 juillet 1883 - 1er mai 1967) était un général italien, vétéran de la guerre italo-turque, de la Première Guerre mondiale et de la guerre d'Éthiopie. Pendant la Seconde Guerre mondiale, il est commandant de la 33e division d'infanterie "Acqui", puis de la 224e division côtière. Décoré de trois médailles de bronze de la valeur militaire et de la croix de guerre de la valeur militaire.

## Biographie
Il est né à Mortara, dans la province de Pavie, le 13 juillet 1883, fils de Carlo et Merope Spagna. Il s'engage dans l'Armée Royale (Regio Esercito), et le 5 septembre 1904 il entre à l'Académie royale militaire d'artillerie et de génie de Turin comme officier stagiaire, d'où il sort avec le grade de sous-lieutenant (sottotenente) affecté à l'arme d'artillerie.
Il a combattu pendant la guerre italo-turque, se distinguant notamment lors des batailles d'Ain Zara, de Gargaresh et de Zanzur, au point d'être décoré de la médaille de bronze de la valeur militaire. Pendant la Grande Guerre, il s'est distingué pendant la campagne d'Albanie au sein du 1er régiment d'artillerie mixte de la 38e division, ce qui lui a valu la croix de guerre de la valeur militaire.
Promu colonel (colonnello) le 12 juin 1933, il a été, entre le 1er janvier 1934 et le 24 septembre 1935, commandant du 3e régiment d'artillerie alpine "Julia".
Le 31 décembre 1935, il passe au commandement du 5e régiment d'artillerie alpine "Pusteria", nouvellement formé, avec lequel il part combattre dans la guerre d'Éthiopie.
Décoré d'une deuxième médaille de bronze pour sa valeur militaire, il est remplacé le 24 septembre 1937 à la tête du 5e régiment d'artillerie alpine par le colonel Antonio Norcen et rentre dans son pays.
Le 20 décembre 1937, il est promu général de brigade (generale di brigata) et prend d'abord le commandement de l'école des officiers suppléants de l'artillerie, puis, à partir de 1939, le commandement de l'artillerie du Ier corps d'armée à Turin.
Lorsque le royaume d'Italie entre en guerre le 10 juin 1940, il commande l'artillerie de la 4e armée opérant sur le front des Alpes occidentales contre la France, où il reste jusqu'en février 1941. Décoré d'une troisième médaille de bronze de la valeur militaire, il prend ce même mois le commandement de la 33e division d'infanterie "Acqui", engagée à l'époque sur le front gréco-albanais. En avril, sous le commandement de la Grande Unité, il participe aux opérations de débarquement sur les îles ioniennes de Céphalonie, Corfou, Ithaque et Santa Maura. Le 1er juillet suivant, il est promu général de division (generale di divisione).
Le 24 octobre 1942, après plus d'un an et demi d'occupation de l'île, le général Ernesto Chiminello lui succède au commandement de l'"Acqui", rapatrié pour être affecté au commandement de la 224e division côtière, formée en janvier 1943 à Nice, en France occupée.
Le 26 avril, il est affecté au ministère de la Guerre pour des missions spéciales et le 12 juillet 1943, il est transféré dans la réserve en raison de la limite d'âge. Il est décédé le 1er mai 1967.

## Décorations
- Médaille de bronze de la valeur militaire

- Il a coopéré efficacement au succès de la journée, tant à Ain Zara et Gargaresh, où il commandait la colonne de munitions, qu'à Zanzur, où il commandait une section de montagne. Ain Zara, 4 décembre 1911 - Gargaresh, 18 janvier ; Zanzur, 8 juin 1912.
- Médaille de bronze de la valeur militaire

- En tant que commandant d'un régiment d'artillerie alpine, il a donné à plusieurs reprises la preuve qu'il était un organisateur avisé, un animateur ardent et un commandant expert. Artilleur alpin hors pair, il a maintenu et exalté dans ses groupes les meilleures traditions de la spécialité de montagne et les a amenés en première ligne des batailles décisives pour le sort de la campagne, pour combattre aux côtés des forts bataillons alpins de sa division, donnant l'exemple dominant d'un mépris serein et conscient du danger. A.O., janvier-avril 1936.
- Médaille de bronze de la valeur militaire

- D'un tempérament solide de commandant et de combattant, il a donné une activité intelligente, précieuse, fructueuse pour la préparation de l'artillerie et pour l'organisation défensive de la frontière occidentale des Alpes. Dans le cycle opérationnel, avec une action personnelle inépuisable, enthousiaste, courageuse, il a renforcé au-delà de toute attente les moyens qui devaient ouvrir la voie à l'avancée victorieuse de notre infanterie. Front des Alpes occidentales, septembre 1939-juin 1940.
- Croix de guerre de la valeur militaire

- Commandant d'un groupe de batteries, en reconnaissance, en préparation et en opérations ultérieures, il s'est acquitté de sa tâche avec intelligence et audace, avec calme, unité et énergie, contribuant ainsi au succès complet de l'offensive. Basse Vojussa-Semeni (Albanie), 7-9 juillet 1918.
- Chevalier de l'ordre des Saints-Maurice-et-Lazare - décret royal 17 janvier 1935[2]
- Officier de l'ordre des Saints-Maurice-et-Lazare - décret royal 26 mai 1942[3].
- Chevalier de l'ordre colonial de l'Étoile d'Italie - décret royal 16 juillet 1936[4]

- Médaille commémorative de la guerre italo-turque 1911-1912
- Médaille commémorative de la guerre italo-autrichienne 1915-1918 (4 années de campagne)
- Médaille commémorative de l'Unité italienne
- Médaille italienne de la Victoire interalliée

## Source
- (it) Cet article est partiellement ou en totalité issu de l’article de Wikipédia en italien intitulé « Luigi Mazzini » (voir la liste des auteurs).